# На Хе Сок
На Хе Сок (кор. 나혜석, Na Hye-sok; 18 апреля 1896, Сувон, Корейская империя — 10 декабря 1948, Сеул, Южная Корея) — корейская поэтесса, писательница, педагог и журналистка, активистка феминистского движения. Первая в истории профессиональная корейская художница-модернистка.

## Биография
Дочь состоятельного чиновника с прогрессивными по меркам того времени взглядами, что дало ей возможность получить современное образование и учиться живописи в Японии.
Участница национального корейского Движения 1 марта в 1919 г. во время японского господства, за это её посадили в тюрьму. В 1920 году На Хе Сок вместе с единомышленниками основала литературный журнал P-yeho.
Первая феминистка Кореи. Бросила вызов патриархальной социальной системе и ориентированному на мужчин менталитету корейского общества того времени. Её взгляды считались скандальными и шокирующими, так как в традиционной корейской конфуцианской культуре добрачный секс считался табу, и женщины не должны были откровенно говорить о своей сексуальности.
Литературное творчество На Хе Сок было посвящено борьбе за права женщин. Она автор феминистских рассказов и романов с критикой института семьи в начале XX века и идеализированной традиционной роли корейской женщины «Хорошая жена, мудрая мать». Призывала своих современниц работать, в частности, заниматься искусством, подчеркивая, что женщина двадцатого столетия может успевать выполнять семейный долг и быть активным членом общества.
На Хе Сок написала более трехсот полотен маслом, однако до нас дошло лишь двадцать из них. Сыграла важную роль в становлении традиции масляной живописи в Корее и распространении среди широких масс населения представлений о характере западной живописи, как классической, так и экспериментальной. На протяжении жизни создавала, в основном, импрессионистические пейзажи. Во время путешествия по Европе познакомилась с авангардными направлениями и некоторое время экспериментировала с кубизмом и фовизмом. Находясь в Париже, На Хе Сок создала первый в истории Кореи женский автопортрет, который является самой известной из её картин.

Автопортрет. 1928 г.

Будучи не в состоянии продать свои картины, эссе или рассказы, она была доведена до нищеты и провела последние годы жизни в благотворительных буддийских монастырях.
Умерла в результате болезни Паркинсона в больнице для бродяг. Место её захоронения неизестно.

## Избранные произведения
- Divorce testimony (이혼고백서, 離婚告白書)
- Go on a honeymoon, the tomb of  first love (첫사랑의 무덤으로 신혼여행을 가다)
- Gyunghee (경희)
- Jeongsun (정순)
- Kyonghui
- Na Hye-sok Jeonjip (나혜석전집, 羅蕙錫全集)
- Na Hye-sok Works Collection(나혜석 작품집)

## Галерея картин

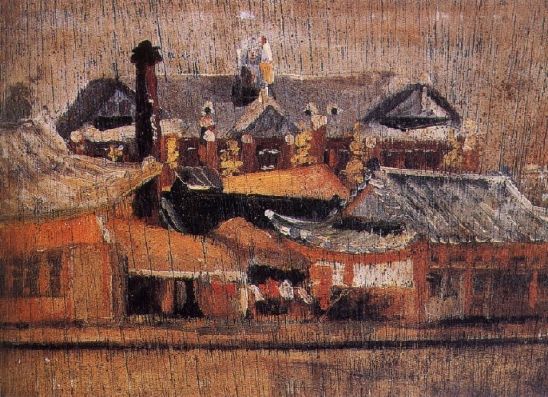
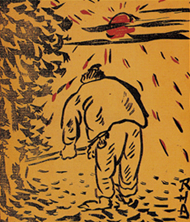
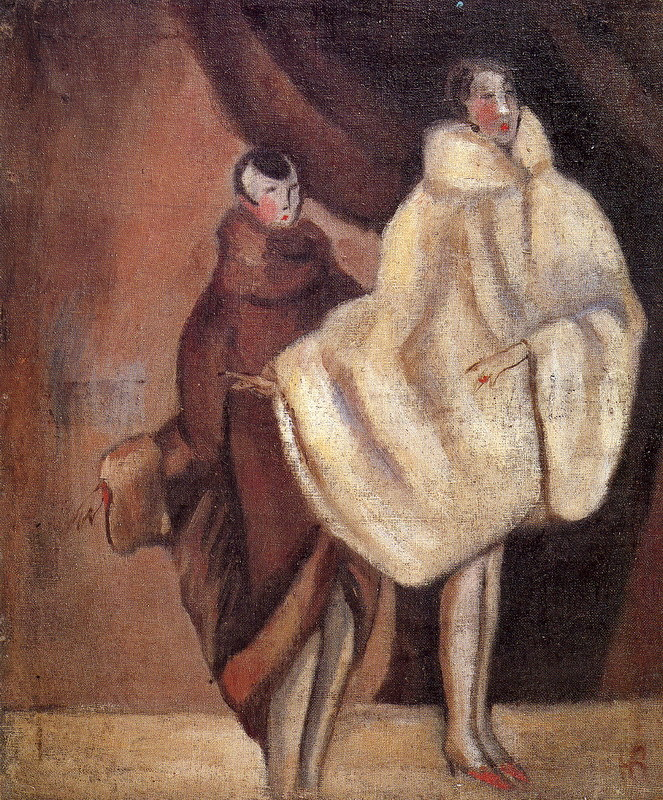
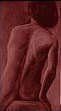

## Память
- 28 апреля 2019 года Google Doodle отметил 123-летие со дня рождения На Хе Сок.